# Compton Bishop
Compton Bishop is een civil parish in het bestuurlijke gebied Sedgemoor, in het Engelse graafschap Somerset met 620 inwoners. Samen met het dorpje Cross en de gehuchten Rackley en Webbington vormt het de parish Compton Bishop and Cross.
De plaats ligt aan het westelijke uiteinde van de Mendip Hills.

## Geschiedenis

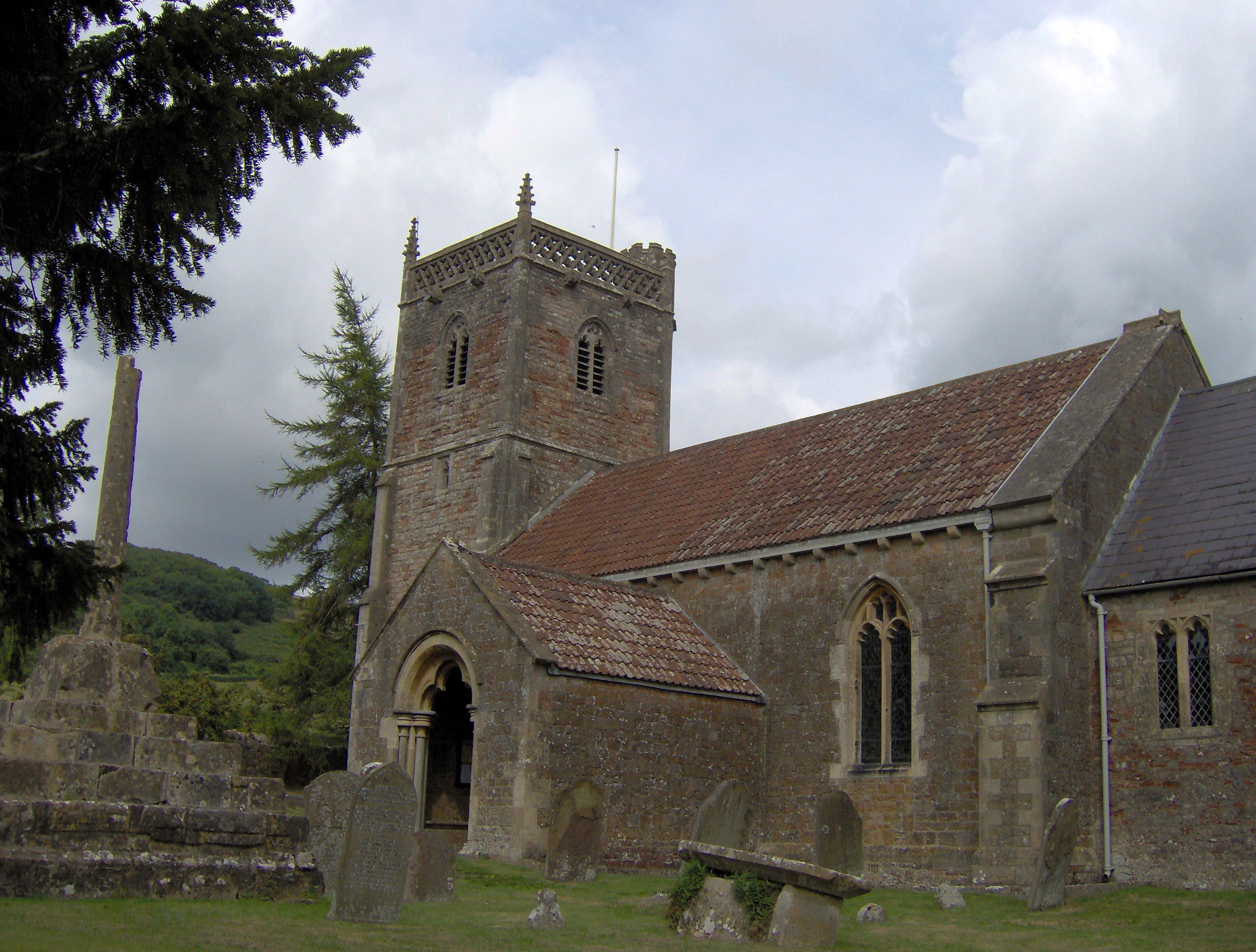
St Andrew's Church

In het Domesday Book wordt de plaats genoemd als "Comtone". De plaats bezit een kerk die in 1236 werd ingewijd.
Rackley was in de middeleeuwen, toen het nog aan de rivier de Axe lag, een handelsplaats. Later werd de rivier verlegd.
Komiek Frankie Howerd (1917-1992) woonde de laatste twintig jaar van zijn leven in Cross.